# Langebrug 51
Langebrug 51 is een rijksmonumentaal gebouw aan de Langebrug in de Pieterswijk in de Nederlandse stad Leiden. De voorgevel dateert uit de eerste helft van de 17e eeuw en heeft een rechte kroonlijst en op de eerste verdieping twee korfbogen.
Het pand was in 1933 opgenomen in de Voorloopige lijst der Nederlandsche monumenten van geschiedenis en kunst. Sinds 2 mei 1968 is het een rijksmonument.